# Ruud Gullit
Ruud Gullit (Amsterdam, 1 september 1962), geboren als Rudi Dil, is een voormalig Nederlands profvoetballer van Surinaamse afkomst. Hij won diverse grote prijzen, waaronder meermaals de Europacup I. Hij wordt algemeen erkend als een van de beste Nederlandse voetballers ooit. Hij was onderdeel van de zogenaamde 'gouden generatie' die in 1988 Europees kampioen werd en waarvan hij aanvoerder was. De tweevoudig Wereldvoetballer van het jaar en eenmalig Europees voetballer van het jaar werd door oud-voetballer Pelé in maart 2004 vermeld in de opgestelde Lijst FIFA 100 beste spelers.
In 1998 zette hij een punt achter zijn carrière en begon hij een loopbaan als trainer. Hij werkte als hoofdtrainer bij Newcastle United, Chelsea, Feyenoord, Los Angeles Galaxy, het Nederlands elftal onder 21 en Terek Grozny. Hij was ambassadeur van het HollandBelgium Bid. Gullit werkt als voetbalanalist voor Nederlandse en Engelse sportprogramma's.
Gullit vormde met  Van Basten een succesvol aanvalsduo bij Oranje en AC Milan. De twee wonnen samen het EK en de Europacup I.

## Biografie

### Jeugd
Gullit werd geboren in Amsterdam als buitenechtelijk kind van de Surinaamse voormalig voetballer George Gullit (die als linksback een interland voor Suriname speelde) en de Amsterdamse Ria Dil. Gullit gebruikt in het dagelijks leven de naam van zijn vader, hoewel hij bij de burgerlijke stand ingeschreven staat als Rudi Dil. Zijn vader emigreerde in 1958 met zijn vrouw en drie kinderen naar Nederland en kreeg daar een relatie met Dil. Hij zocht zijn zoontje regelmatig op, maar bleef bij zijn gezin wonen. Gullit begon met voetballen bij ASV Meerboys en speelde daarna bij DWS. Hij voetbalde veelal op het Balboaplein in Amsterdam met onder anderen zijn boezemvriend Frank Rijkaard, met wie hij ook bij DWS speelde.

### Spelerscarrière

#### HFC Haarlem

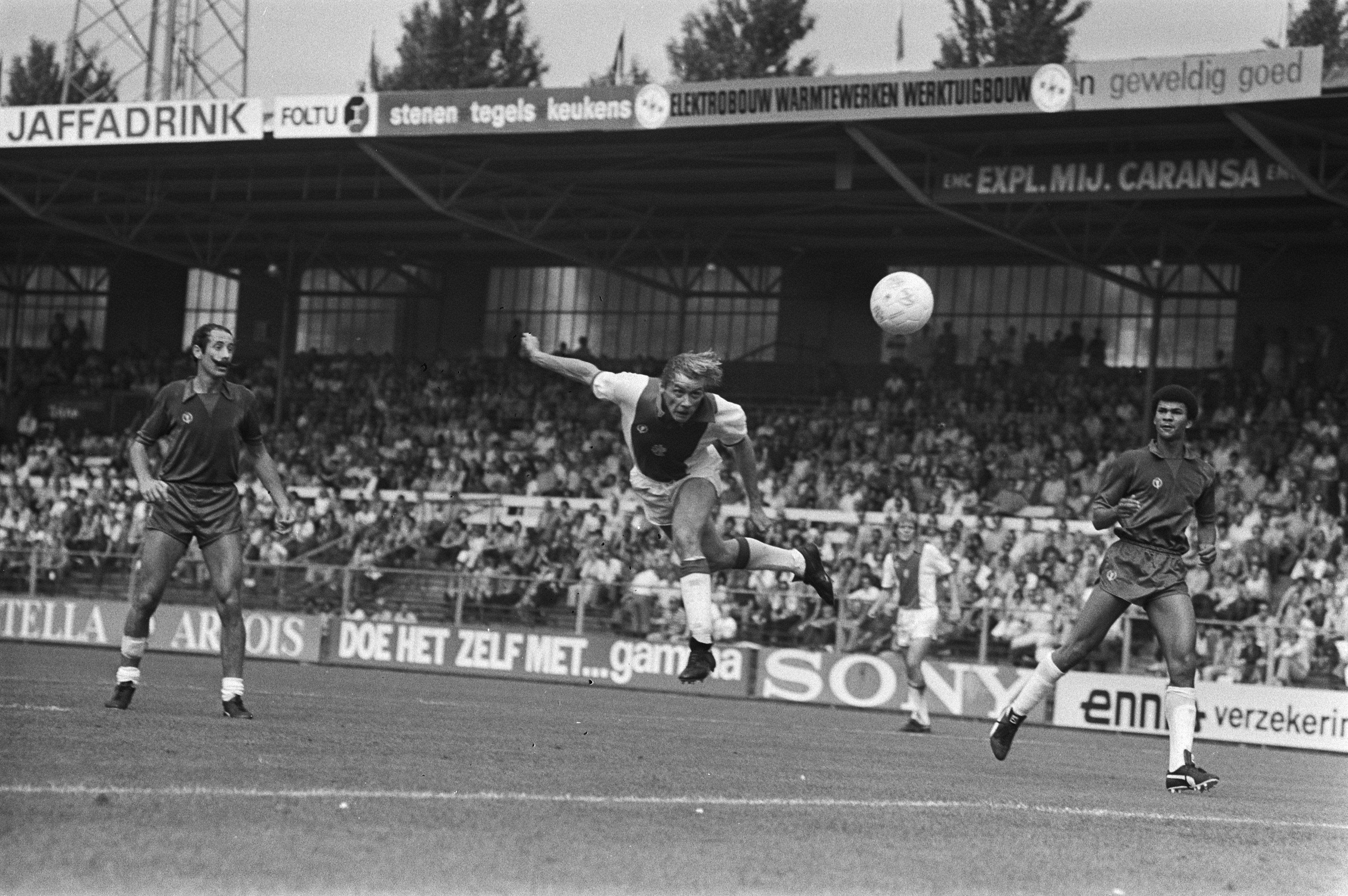
9-9-1979: Ajax-Haarlem 1-1. Rechts: Ruud Gullit, links Abe van den Ban (beiden Haarlem). Midden: Dick Schoenaker (Ajax) scoort in buitenspelpositie. Achtergrond: Søren Lerby (Ajax).

In het begin van seizoen 1978/79 (22-9-1978) maakte Gullit de overstap van het amateurvoetbal in Amsterdam naar toenmalig eredivisieclub HFC Haarlem. Barry Hughes toonde al langere tijd belangstelling voor Gullit en wist door persoonlijk contact met vader George Gullit, waarin hij hem beloofde zijn school te laten afmaken, onder andere het Amsterdamse AFC Ajax en het Rotterdamse Feyenoord de loef af te steken. Toen Hughes vernam dat andere grote clubs belangstelling hadden, ging hij persoonlijk bij hem langs om hem een contract te laten tekenen. Gullit stelde vooral de humor van Hughes op prijs.
Gullit debuteerde op 19 augustus 1979 in een thuiswedstrijd van het eerste elftal van Haarlem tegen MVV op 16-jarige leeftijd in de Eredivisie. De fysiek sterke jongeling die als libero werd ingezet, speelde dat seizoen 24 wedstrijden en degradeerde met zijn ploeg in dat seizoen 1979/80 door als 18de en laatste te eindigen naar de Eerste divisie. Hier speelde hij 36 wedstrijden, waarin hij veertien maal het net vond. Mede dankzij zijn optredens werd Haarlem kampioen van de Eerste divisie in 1980/81 en promoveerde weer terug naar het hoogste niveau. Gullits optreden werd beloond met de prijs van beste voetballer van de Eerste Divisie. Terug in de Eredivisie scoorde Gullit opnieuw veertien keer, waaronder een na een spectaculaire dribbel tegen FC Utrecht. Haarlem eindigde als vierde van Nederland in het seizoen 1981/82 en plaatste zich daarmee voor de enige keer in haar historie voor Europees voetbal. Gullit zou het Europese avontuur niet meemaken; hij verhuisde half 1982 van HFC Haarlem naar Feyenoord.

#### Feyenoord

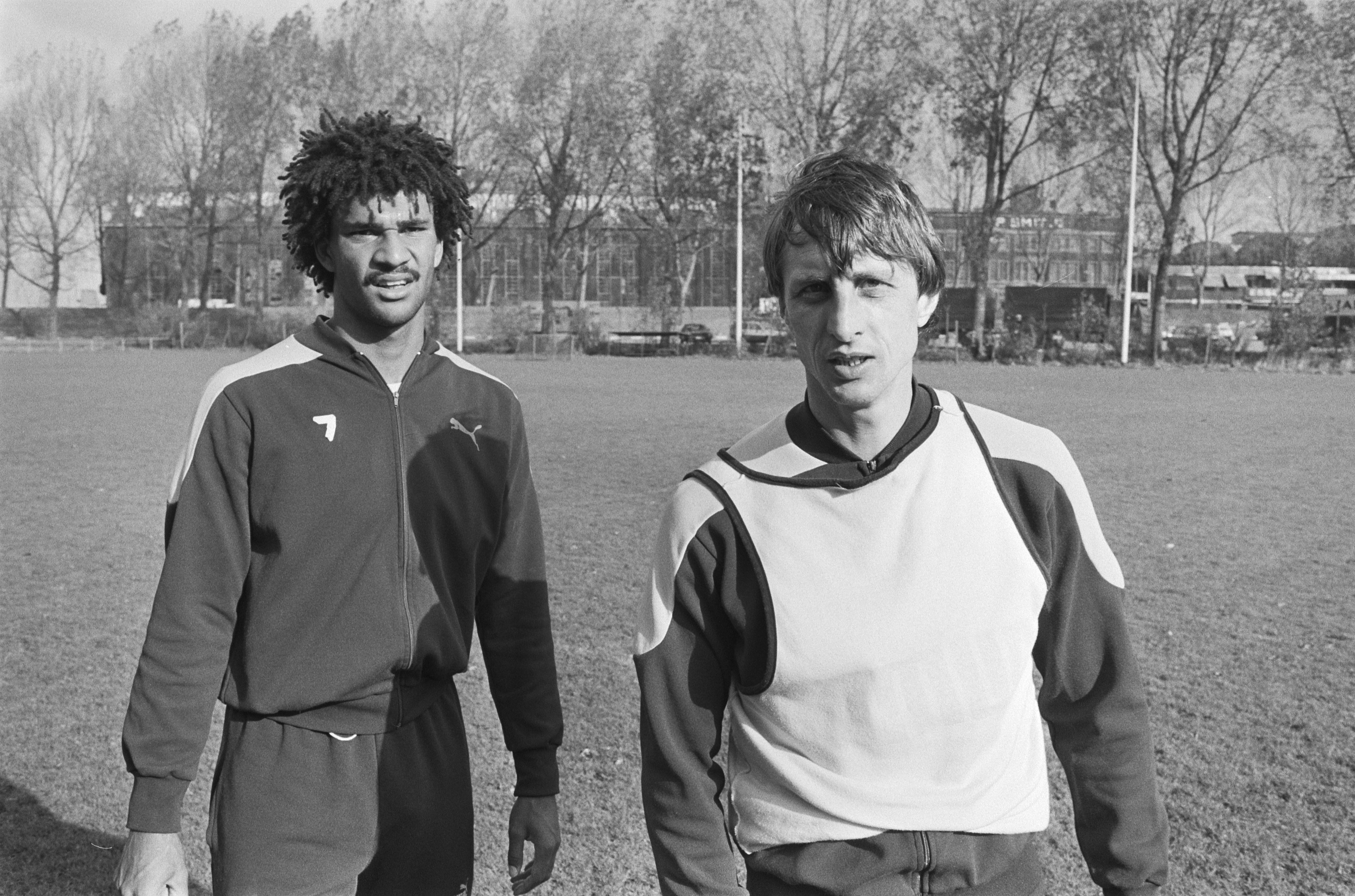
Gullit met Johan Cruijff bij Feyenoord (31-10-1983)

In zijn eerste seizoen bij Feyenoord, 1982/83, was hij een vaste kracht met 33 wedstrijden en acht doelpunten. Feyenoord werd tweede in de competitie. In 1983/84 speelde Gullit aan de zijde van Johan Cruijff. Het duo had een belangrijke rol in het winnen van de dubbel (landskampioenschap en KNVB beker). Gullit, inmiddels in de rol van aanvallende middenvelder, werd verkozen tot Nederlands voetballer van het jaar. Verder kwam Gullit dat seizoen voor het eerst in Europees verband in actie. In het seizoen 1984/85 eindigde Feyenoord als derde in de competitie; Gullit was bijna de helft van het seizoen geblesseerd.

#### PSV
In de seizoenen 1985/86 en 1986/87 kwam Gullit voor PSV uit. Het was een succesvolle periode, met respectievelijk 24 en 22 doelpunten, twee Nederlandse landstitels en een titel als Nederlands Voetballer van het Jaar en winnaar van de Gouden Bal (1987). Ook in Oranje was hij inmiddels een vaste waarde en was nadrukkelijk in beeld bij de buitenlandse topclubs. Gullit forceerde een vertrek door in een interview in tijdschrift Nieuwe Revu het beleid van PSV te bekritiseren, alhoewel hij in 2009 in een interview in het programma Andere Tijden Sport beweerde dat de eigenlijke reden voor het interview was om het vertrek van manager en technisch directeur Hans Kraay sr. te forceren en dat hij op dat moment niet bij PSV weg wilde. Kort hierna, medio 1987, vertrok Gullit naar AC Milan, voor 16,5 miljoen gulden, een recordbedrag in die tijd.

#### AC Milan

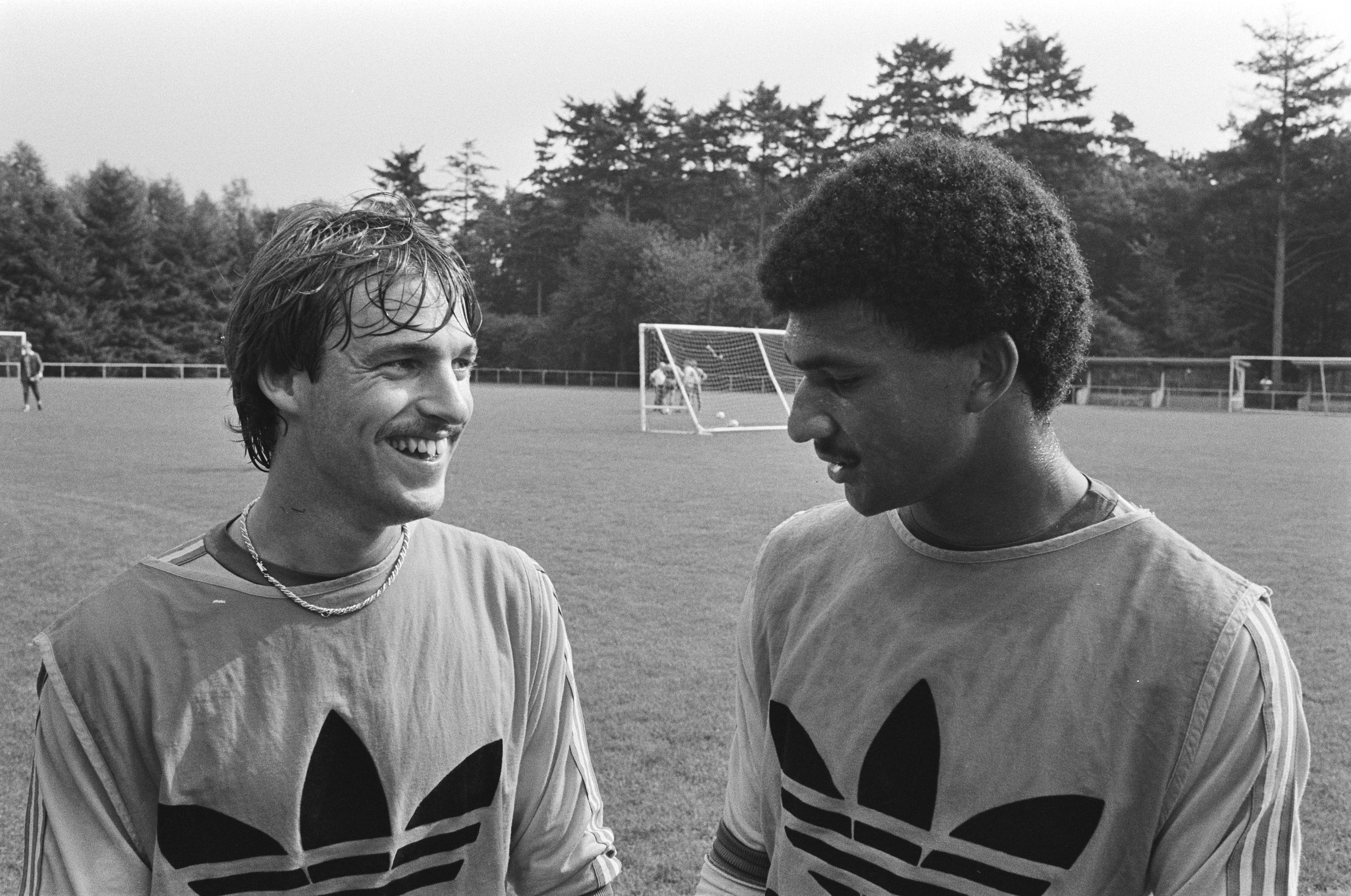
Gullit met René van der Gijp in het Nederlands elftal, 20-9-1982

Bij AC Milan vormde Gullit met landgenoten Frank Rijkaard en Marco van Basten jarenlang een 'gouden trio'. In een driespitsensysteem begon Gullit aanvankelijk aan de rechterkant, door blessures bij Van Basten fungeerde Gullit echter veelal als centrumspits. Gullit kende de nodige aanpassingsproblemen in Italië, maar won uiteindelijk wel met AC Milan de Serie A. Ook wist men als vervolg hierop de Italiaanse Supercup te veroveren. Op zijn persoonlijke erelijst kon hij ook twee grote prijzen bijschrijven, namelijk die van Europees voetballer van het jaar en Wereldvoetballer van het jaar. Ook in 1989 werd Gullit tot Wereldvoetballer van het Jaar verkozen.
In 1988/1989 kende Gullit een blessure die operatief verholpen moest worden, waardoor hij in totaal maar 27 keer in actie kwam. Hij scoorde vijf competitietreffers en evenveel doelpunten in de Europacup I. In laatstgenoemde toernooi was Milan succesvol: onder meer via een 5-0-overwinning op Real Madrid plaatste de club zich voor de finale tegen Steaua Boekarest. Deze werd met 4-0 gewonnen, door twee doelpunten van Gullit en twee van Van Basten. Als Europa's beste won men tevens de Europese Super Cup en de wereldbeker voor clubs. Het seizoen erop won AC Milan deze drie prijzen opnieuw. De bijdrage van Gullit was ditmaal te verwaarlozen. Door een zware knieblessure kwam hij slechts drie wedstrijden in actie. In 1990-1991 maakte Gullit fit zijn opwachting bij Milan en scoorde zevenmaal in 26 competitieduels. Tevens ging Milan op jacht naar de derde Europacup op rij, maar slaagde daar niet in. In de halve finale stond men op de rand van de uitschakeling tegen Olympique Marseille, toen plotseling het licht uitviel. Dit werd kort daarna verholpen, maar de selectie van AC Milan had zich al teruggetrokken in de kleedkamer en weigerde de resterende minuten te spelen. Het betekende een reglementaire 3-0-overwinning voor Marseille en Europese uitsluiting van een jaar voor AC Milan.
Wellicht mede dankzij de Europese uitsluiting kon Milan zich in 1991-1992 volledig op het eigen land richten en won op ongeslagen wijze de Serie A en de Supercup. Gullit leverde hieraan een bijdrage van zeven doelpunten. Desondanks werd zijn rol in het elftal minder belangrijk. In 1992-1993 speelde Gullit slechts 15 Serie A-wedstrijden (zeven goals) en in de verloren Europacup I-finale tegen Marseille behoorde Gullit niet tot de drie toegestane buitenlanders in de wedstrijdselectie. Wel kon Gullit dit seizoen zijn laatste Italiaanse kampioenschap vieren, maar hij vertrok vervolgens bij de club waar hij zijn grootste successen kende.

#### Sampdoria
Het eveneens Italiaanse Sampdoria wist de Nederlandse ster te overtuigen voor hen te tekenen en werd niet teleurgesteld. Gullit leidde Sampdoria naar de derde plaats in de Serie A. Met zestien competitietreffers was het zijn meest productieve seizoen in Italië. In de bekerfinale kwam Sampdoria uit tegen Gullits oude ploeg AC Milan. Uitgerekend Gullit maakte het winnende doelpunt. AC Milan was zo onder de indruk, dat besloten werd hem vast te leggen voor het seizoen 1994-1995. Hij won er opnieuw de Italiaanse Supercup ten koste van Sampdoria. Veel gebruik werd er vervolgens niet van hem gemaakt en halverwege het seizoen keerde Gullit terug naar Sampdoria, waar hij negen keer doel trof in 22 wedstrijden.

#### Chelsea
Na acht jaar in Italië te hebben doorgebracht vertrok de inmiddels 32-jarige Gullit naar Engeland. Bij Chelsea speelde Gullit aanvankelijk in zijn oude rol als 'sweeper' achter de verdediging, met wisselend succes. Uiteindelijk werd hij als middenvelder gebruikt en scoorde driemaal in het FA Cup-toernooi dat tot de halve finale leidde. In de competitie kende hij weinig succes. In de opvolgende twee seizoenen, waarin Gullit als speler-trainer fungeerde, kwam hij achttien competitiewedstrijden in actie. Met zijn ploeg won hij in 1997 de FA Cup. In 1998 werd hij verrassend ontslagen door Chelsea en hij beëindigde zijn actieve voetballoopbaan.

#### Nederlands elftal

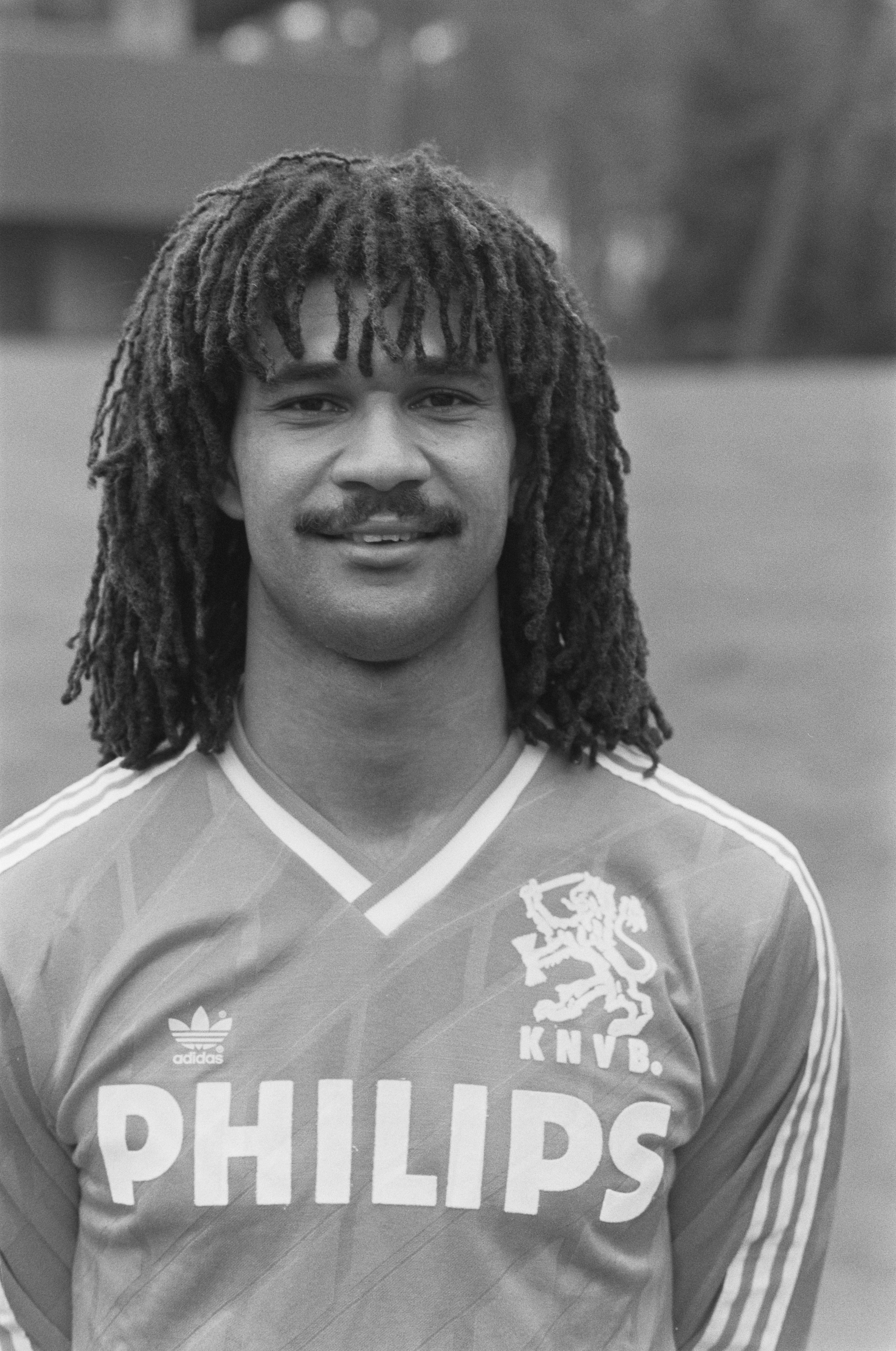
Ruud Gullit, 21-3-1988

In 1978 en 1979 werd Gullit geselecteerd voor het UEFA-jeugdelftal met als coach Ger Blok.
Hij debuteerde op zijn negentiende verjaardag voor het Nederlands elftal in een verloren wedstrijd tegen Zwitserland. In zijn vroege interlandcarrière kende hij weinig succes: Oranje kwalificeerde zich net niet voor het WK 1982. Ook het EK 1984 werd niet bereikt, een dubieuze 12-1 overwinning van Spanje op Malta zorgde ervoor dat Oranje op doelsaldo het eindtoernooi miste. Met het WK 1986 werd het derde grote toernooi op rij net misgelopen.
Mede dankzij vijf kwalificatiegoals van Gullit wist Nederland zich wel te kwalificeren voor het EK 1988 in West-Duitsland. Gullit, inmiddels speler van AC Milan en aanvoerder van Oranje, speelde een sterk toernooi. Oranje wist zich onder leiding van coach Rinus Michels te plaatsen voor de halve finale, waarin gastland West-Duitsland met 1-2 verslagen werd. In de finale tegen de Sovjet-Unie was het Gullit die de score opende met een kopbal. Een wereldberoemd doelpunt van Van Basten bracht de eindstand op 2-0. Hiermee kon Gullit als aanvoerder de trofee in de lucht houden.
De Europees kampioen kwalificeerde zich voor het WK 1990 en de verwachtingen waren hoog. Gullit, net terug van de knieblessure die hem bijna het gehele seizoen aan de kant hield, was wederom als aanvoerder van de partij. Al snel werd duidelijk dat Gullit wedstrijdritme miste en hij was dan ook ver van zijn normale niveau verwijderd. Wel scoorde hij een belangrijk doelpunt in de groepswedstrijd tegen Ierland, waardoor Oranje de groepsfase met drie gelijkspelen net overleefde. Evenals twee jaar eerder kwam Oranje tegenover West-Duitsland te staan. De uiteindelijk winnaar bleek met 2-1 te sterk en Nederland was uitgeschakeld. Het zwakke toernooi van Oranje werd deels geweten aan incidenten binnen de spelersgroep.
Na het teleurstellende WK kwalificeerde Oranje zich voor het EK 1992 en Gullit speelde vijf kwalificatiewedstrijden. Op het eindtoernooi haalde Oranje haar revanche op Duitsland, maar werd in de halve finale na verlenging uitgeschakeld door de uiteindelijke winnaar Denemarken. Na dit toernooi kwam Gullit nog vijf keer in actie voor Oranje, raakte in conflict met Dick Advocaat en bedankte voor de nationale ploeg.

#### Overzicht spelerscarrière
| Periode   | Club              | Land      | Competitie                |
| --------- | ----------------- | --------- | ------------------------- |
| 1979–1982 | HFC Haarlem       | Nederland | Eerste Divisie/Eredivisie |
| 1982–1985 | Feyenoord         | Nederland | Eredivisie                |
| 1985–1987 | PSV               | Nederland | Eredivisie                |
| 1987–1993 | AC Milan          | Italië    | Serie A                   |
| 1993–1994 | Sampdoria         | Italië    | Serie A                   |
| 1994–1995 | AC Milan          | Italië    | Serie A                   |
| 1994–1995 | Sampdoria         | Italië    | Serie A                   |
| 1995–1998 | Chelsea           | Engeland  | Premier League            |
| 1981–1994 | Nederlands elftal | Nederland |                           |

#### Wedstrijdstatistieken
| Seizoen         | Club            | Land               | Competitie      | Competitie | Competitie | Beker | Beker | Internationaal | Internationaal | Totaal | Totaal |
| Seizoen         | Club            | Land               | Competitie      | Wed.       | Dlp.       | Wed.  | Dlp.  | Wed.           | Dlp.           | Wed.   | Dlp.   |
| --------------- | --------------- | ------------------ | --------------- | ---------- | ---------- | ----- | ----- | -------------- | -------------- | ------ | ------ |
| 1979/80         | Haarlem         | Vlag van Nederland | Eredivisie      | 24         | 4          | 0     | 0     | -              | -              | 24     | 4      |
| 1980/81         | Haarlem         | Vlag van Nederland | Eerste divisie  | 36         | 14         | 5     | 2     | -              | -              | 41     | 16     |
| 1981/82         | Haarlem         | Vlag van Nederland | Eredivisie      | 31         | 14         | 4     | 2     | -              | -              | 35     | 16     |
| Club totaal     | Club totaal     | Club totaal        | Club totaal     | 91         | 32         | 9     | 4     | 0              | 0              | 100    | 36     |
| 1982/83         | Feyenoord       | Vlag van Nederland | Eredivisie      | 33         | 8          | 2     | 1     | -              | -              | 35     | 9      |
| 1983/84         | Feyenoord       | Vlag van Nederland | Eredivisie      | 33         | 15         | 8     | 9     | 4              | 1              | 45     | 25     |
| 1984/85         | Feyenoord       | Vlag van Nederland | Eredivisie      | 19         | 7          | 2     | 0     | 2              | 0              | 23     | 7      |
| Club totaal     | Club totaal     | Club totaal        | Club totaal     | 85         | 30         | 12    | 10    | 6              | 1              | 103    | 41     |
| 1985/86         | PSV             | Vlag van Nederland | Eredivisie      | 34         | 24         | 2     | 3     | 2              | 0              | 38     | 27     |
| 1986/87         | PSV             | Vlag van Nederland | Eredivisie      | 34         | 22         | 3     | 4     | 0              | 0              | 37     | 26     |
| Club totaal     | Club totaal     | Club totaal        | Club totaal     | 68         | 46         | 5     | 7     | 2              | 0              | 75     | 53     |
| 1987/88         | AC Milan        | Vlag van Italië    | Serie A         | 29         | 9          | 6     | 3     | 4              | 1              | 39     | 13     |
| 1988/89         | AC Milan        | Vlag van Italië    | Serie A         | 19         | 5          | 1     | 2     | 8              | 4              | 28     | 11     |
| 1989/90         | AC Milan        | Vlag van Italië    | Serie A         | 2          | 0          | 0     | 0     | 1              | 0              | 3      | 0      |
| 1990/91         | AC Milan        | Vlag van Italië    | Serie A         | 26         | 7          | 1     | 0     | 7              | 2              | 34     | 9      |
| 1991/92         | AC Milan        | Vlag van Italië    | Serie A         | 26         | 7          | 1     | 1     | -              | -              | 27     | 8      |
| 1992/93         | AC Milan        | Vlag van Italië    | Serie A         | 15         | 7          | 7     | 4     | 4              | 0              | 26     | 11     |
| Club totaal     | Club totaal     | Club totaal        | Club totaal     | 117        | 35         | 16    | 10    | 24             | 7              | 157    | 52     |
| 1993/94         | Sampdoria       | Vlag van Italië    | Serie A         | 31         | 15         | 10    | 2     | -              | -              | 41     | 17     |
| Club totaal     | Club totaal     | Club totaal        | Club totaal     | 31         | 15         | 10    | 2     | 0              | 0              | 41     | 17     |
| 1994/95         | AC Milan        | Vlag van Italië    | Serie A         | 8          | 3          | 3     | 1     | 3              | 0              | 14     | 4      |
| Club totaal1    | Club totaal1    | Club totaal1       | Club totaal1    | 125        | 38         | 19    | 11    | 27             | 7              | 171    | 56     |
| 1994/95         | Sampdoria       | Vlag van Italië    | Serie A         | 22         | 9          | 0     | 0     | 0              | 0              | 22     | 9      |
| Club totaal2    | Club totaal2    | Club totaal2       | Club totaal2    | 53         | 24         | 10    | 2     | 0              | 0              | 63     | 26     |
| 1995/96         | Chelsea         | Vlag van Engeland  | Premier League  | 31         | 3          | 9     | 3     | -              | -              | 40     | 6      |
| 1996/97         | Chelsea         | Vlag van Engeland  | Premier League  | 11         | 1          | 2     | 0     | -              | -              | 13     | 1      |
| 1997/98         | Chelsea         | Vlag van Engeland  | Premier League  | 6          | 0          | 4     | 0     | 0              | 0              | 10     | 0      |
| Club totaal     | Club totaal     | Club totaal        | Club totaal     | 48         | 4          | 15    | 3     | 0              | 0              | 63     | 7      |
| Carrière totaal | Carrière totaal | Carrière totaal    | Carrière totaal | 470        | 174        | 70    | 37    | 35             | 8              | 575    | 219    |

1 N.B. Dit betreft een clubtotaal, dus een totaal van beide periodes bij AC Milan 
 2 N.B. Dit betreft een clubtotaal, dus een totaal van beide periodes bij Sampdoria
- Beker:de KNVB beker, Coppa Italia, Supercoppa, FA Cup en League Cup
- Internationaal: de Europacup I, Europacup II, UEFA Cup, UEFA Champions League, UEFA Super Cup en Wereldbeker

### Trainerscarrière

#### Chelsea
Na een seizoen voor Chelsea gespeeld te hebben vroeg de club hem de vertrokken Glenn Hoddle op te volgen als trainer. Hij bleef hiernaast ook nog twee seizoenen als speler actief. In het seizoen 1996/97 won hij als eerste buitenlandse trainer de FA Cup, tevens de eerste grote prijs van de club sinds 1970. Sindsdien was Gullit een populair icoon in Engeland. In het seizoen daarop werd Gullit tot veler verbazing op 12 februari 1998 ontslagen, terwijl Chelsea op dat moment tweede stond in de competitie en in de kwartfinale van beide Engelse bekertoernooien. Het bestuur beweerde dat men een geschil had gehad over Gullits salaris, zelf ontkende de Nederlander dit. Gullit vroeg naar eigen zeggen een jaarsalaris van twee miljoen pond. "Toen ik in 1995 als speler bij Chelsea in dienst trad, heb ik hetzelfde bedrag gevraagd. Toen kwam de club met een tegenbod en zijn we tot een akkoord gekomen. Dit keer had ik eenzelfde reactie verwacht." De Italiaan Gianluca Vialli, twee jaar eerder door Gullit als speler aangetrokken, werd aangewezen als zijn opvolger.

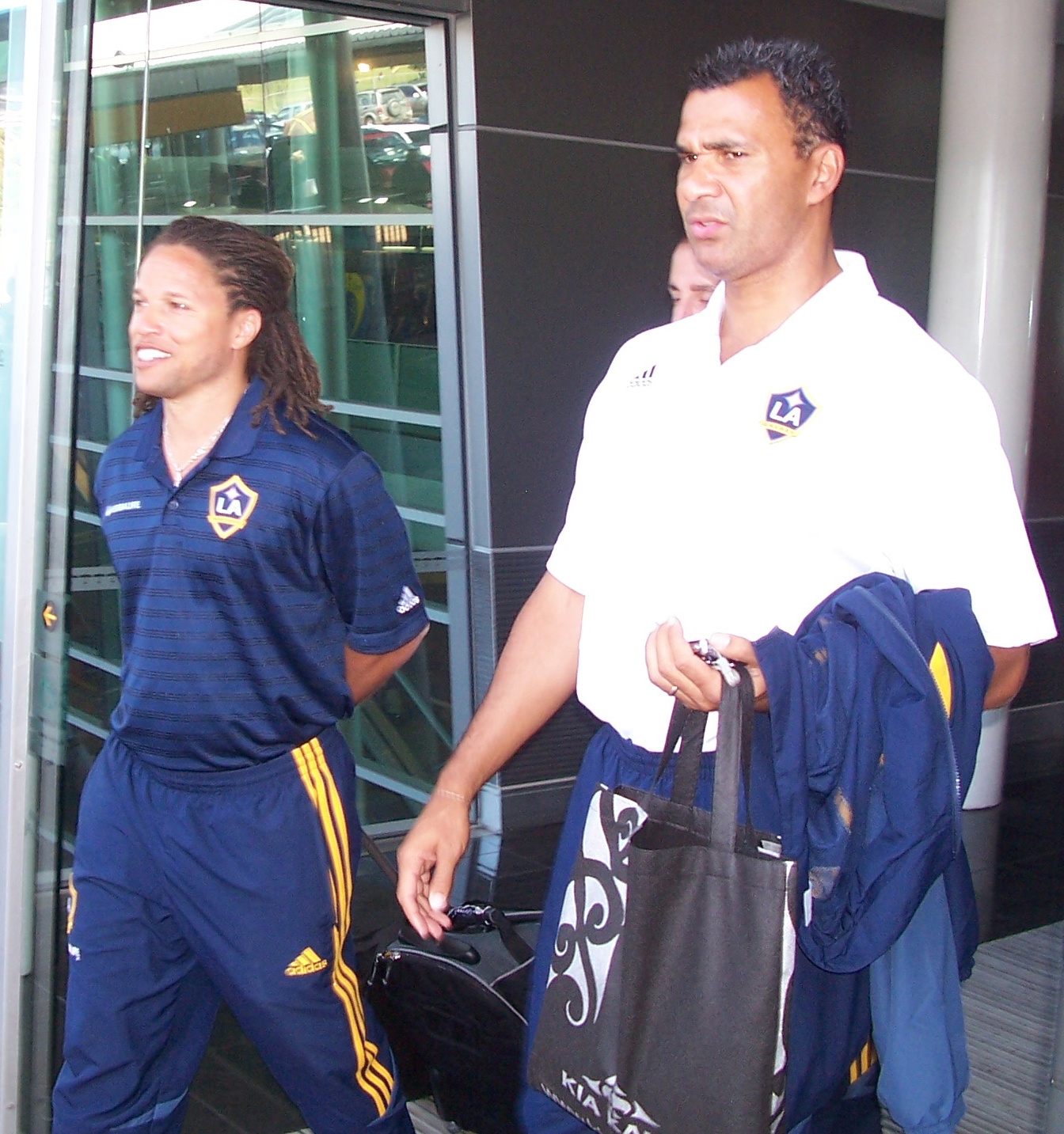
Gullit in 2007 als trainer van LA Galaxy

#### Newcastle United
Na zijn ontslag bij Chelsea en einde als voetballer, tekende Gullit in de zomer van 1998 voor Newcastle United. Hier haalde hij in zijn eerste seizoen redelijke resultaten, met als hoogtepunt het bereiken van de FA Cup-finale. Het nieuwe seizoen had Newcastle een zwakke start, ook raakte Gullit in conflict met aanvoerder Rob Lee en de populaire aanvalsleider Alan Shearer. Na slechts vijf wedstrijden in het nieuwe seizoen (1999/2000) stapte Gullit daarom op. Vervolgens verdween hij voor een aantal jaren uit de trainerswereld en was vooral op de tv als voetbalanalist te zien.

#### Jong Oranje en Feyenoord
In 2003 keerde hij terug en coachte tot 2004 Jong Oranje. Vervolgens tekende hij een tweejarig contract bij zijn eerste topclub als speler, Feyenoord. Onder zijn leiding wist de Rotterdamse club niet te overtuigen en eindigde op een teleurstellende vierde plek in de Eredivisie. Gullit stapte vervolgens op. Opnieuw was hij enkele jaren slechts op tv te zien.

#### LA Galaxy
In november 2007 tekende Gullit een tweejarig contract bij Los Angeles Galaxy, de club waar onder andere de Britse voetballer David Beckham speelde. Het management van de Engelsman bleek ook een belangrijke rol te hebben in zijn aanstelling, men wilde graag ook een grote naam als trainer hebben van de Amerikaanse club. Op 11 augustus 2008 diende Gullit, om persoonlijke redenen, zijn ontslag in.

#### Terek Grozny
In 2011 ging Ruud Gullit weer aan de slag als trainer. Hij tekende een contract voor anderhalf jaar bij Terek Grozny, in de hoofdstad van de politiek onstabiele Russische deelrepubliek Tsjetsjenië. Kort na zijn komst werden diverse bekende namen uit de voetballerij gelinkt aan een overstap naar de Russische competitie. Gullit begroette echter weinig nieuwe spelers die daadwerkelijk naar Grozny wilden komen. Na de verloren uitwedstrijd tegen Amkar Perm (1-0) op 14 juni 2011 werd hij ontslagen na een dienstverband van nog geen half jaar. "Het klopte dat de prestaties tegenvielen met Grozny, maar met de beoogde, maar niet gehaalde versterkingen, Diego Forlán, Mbark Boussoufa, Madjid Bougherra, hadden we beter gepresteerd", liet Gullit vlak na zijn ontslag weten in een interview. Enkele dagen na zijn ontslag werd hij in verband gebracht met de Zwitserse club Neuchâtel Xamax, maar Gullit maakte vlak daarna bekend dat hij niet ging werken in Zwitserland.

#### Nederlands Elftal
In 2016 was hij kandidaat om Advocaat op te volgen als tweede assistent van het Nederlands voetbalelftal. De baan ging niet door omdat hij het met technisch directeur Hans van Breukelen niet eens kon worden over de voorwaarden. In het seizoen 2016/17 was Advocaat trainer van de Turkse club Fenerbahçe; na afloop van dat seizoen begint hij aan zijn derde termijn als bondscoach van het Nederlands voetbalelftal, alsnog in samenwerking met Gullit als assistent.

#### Overzicht trainerscarrière
| Periode   | Club               | Land             | Competitie          | Functie           |
| --------- | ------------------ | ---------------- | ------------------- | ----------------- |
| 1996–1998 | Chelsea            | Engeland         | Premier League      | Trainer           |
| 1998–1999 | Newcastle United   | Engeland         | Premier League      | Trainer           |
| 2004–2005 | Feyenoord          | Nederland        | Eredivisie          | Trainer           |
| 2007–2008 | Los Angeles Galaxy | Verenigde Staten | Major League Soccer | Trainer           |
| 2011      | Terek Grozny       | Rusland          | Premjer-Liga        | Trainer           |
| 2017–2018 | Nederlands elftal  | Nederland        |                     | Assistent-trainer |

### Overige activiteiten

#### Muziek
Ruud Gullit is liefhebber van reggaemuziek. In 1984 nam Gullit, toen hij speler was van Feyenoord, de single Not the dancing kind op. Het nummer bereikte de 11e positie in de Nederlandse Top 40 en de 4e positie in de Nationale Hitparade. In 1988 nam hij samen met de Amsterdamse reggaeband Revelation Time een hit met het nummer South Africa, dat de derde plaats in de Nederlandse Top 40 en de vierde plaats in de Nationale Hitparade bereikte. De band nam tevens het nummer Captain Dread op, dat een eerbetoon aan Gullit als aanvoerder van het Nederlands voetbalelftal was.
| Single met eventuele hitnotering(en) in de Nederlandse Top 40 | Datum van verschijnen | Datum van binnenkomst | Hoogste positie | Aantal weken | Opmerkingen                       |
| ------------------------------------------------------------- | --------------------- | --------------------- | --------------- | ------------ | --------------------------------- |
| Not the Dancing Kind                                          |                       | 11-08-1984            | 11              | 8            |                                   |
| South Africa                                                  |                       | 11-06-1988            | 3               | 10           | Alarmschijf / met Revelation Time |

#### Televisie
Gullit verscheen na zijn actieve voetbalcarrière regelmatig op televisie als voetbalanalyticus in diverse landen. Hij was onder meer werkzaam voor RTL, de NOS en Eredivisie Live in Nederland, Sky Sports, BBC en ITV in Engeland, en ESPN in de Verenigde Staten. Verder presenteerde hij een televisieprogramma waarin hij bij bekende personen op bezoek ging voor een interview. Sinds 2019 is Gullit in Nederland als vaste analist in dienst bij sportzender Ziggo Sport, SBS6 en het BBC-programma Match of the Day.

#### E-sports
In januari 2018 richtte hij van het FIFA e-sportsteam “Team Gullit” op, bestaande uit Dani Visser, Levi de Weerd, Jens van der Flier, Thijs Dame en Razvan Puiu, dat zich vertegenwoordigt op internationale electronic sports evenementen van EA Sports. Op FIFA 20 won het team de FUT Champions Cup III in Atlanta en de FUT Champions Cup IV in Parijs.

#### Politiek
Gullit uitte tijdens zijn spelerscarrière kritiek op de apartheid in Zuid-Afrika. Bij de ontvangst van de Gouden Bal in 1987 droeg Gullit de prijs op aan Nelson Mandela, die op dat moment nog gevangen zat op Robbeneiland. Gullit sprak hier de hoop uit de trofee ooit aan hem te mogen overhandigen. In 1994, vier jaar na de vrijlating van Mandela, kwam het via een tv-programma van Astrid Joosten tot een ontmoeting tussen Gullit en Mandela. Waarbij hij de door hem ontvangen Gouden Bal uiteindelijk kon overhandigen.

### Huwelijken en kinderen
Gullit was van 1984 tot 1991 getrouwd met Yvonne de Vries, met wie hij twee dochters kreeg. Van 1994 tot 2000 was hij getrouwd met de Italiaanse Christina Pensa, met wie hij ook twee kinderen kreeg. Van 2000 tot 2012 was hij gehuwd met Estelle Cruijff, een nichtje (oomzegger) van Johan Cruijff. Ook met haar kreeg hij twee kinderen. Hun zoon Maxim Gullit speelt professioneel voetbal en heeft een aflopend contract bij SC Cambuur.

## Erelijst
Als speler
 HFC Haarlem
- Eerste divisie: 1980/81

 Feyenoord
- Eredivisie :1983/84
- KNVB beker: 1983/84

 PSV
- Eredivisie: 1985/86, 1986/87

 AC Milan
- Wereldbeker voor clubteams: 1989, 1990
- Europacup I: 1988/89, 1989/90
- Europese Supercup: 1989, 1990
- Serie A: 1987/88, 1991/92, 1992/93
- Supercoppa Italiana: 1988, 1992, 1994

 Sampdoria
- Coppa Italia: 1993/94

 Chelsea
- FA Cup: 1996/97

 Nederland
- UEFA EK: 1988

Als trainer
 Chelsea
- FA Cup: 1996/97 (Gullit was tijdens deze periode zowel speler als trainer)

Individueel
- Nederlands voetballer van het jaar: 1984, 1986
- Nederlandse Gouden Schoen: 1986
- Sportman van het jaar: 1987
- Ballon d'Or: 1987
- World Soccer Wereldspeler van het Jaar: 1987, 1989
- UNICEF Europees Voetballer van het Seizoen: 1987/88
- Onze de Onze: 1987, 1988, 1989
- Onze d'Argent: 1988, 1989
- UEFA Europees Kampioenschap Team van het Toernooi: 1988, 1992
- FIFA XI: 1991
- Premier League PFA Team of the Year: 1995/96
- Chelsea Player of the Year: 1996
- FIFA 100
- UEFA Golden Jubilee Poll: #13
- Golden Foot: 2011, als voetballegende
- AC Milan Hall of Fame
- The Best of The Best – Player of the Century: top 50[12]
- World Soccer: The 100 Greatest Footballers of All Time
- FAI International Football Awards – International Personality: 2008
- IFFHS Legends
- Hall of Fame van het Italiaans voetbal: 2017